# Klassizismus in Wuppertal

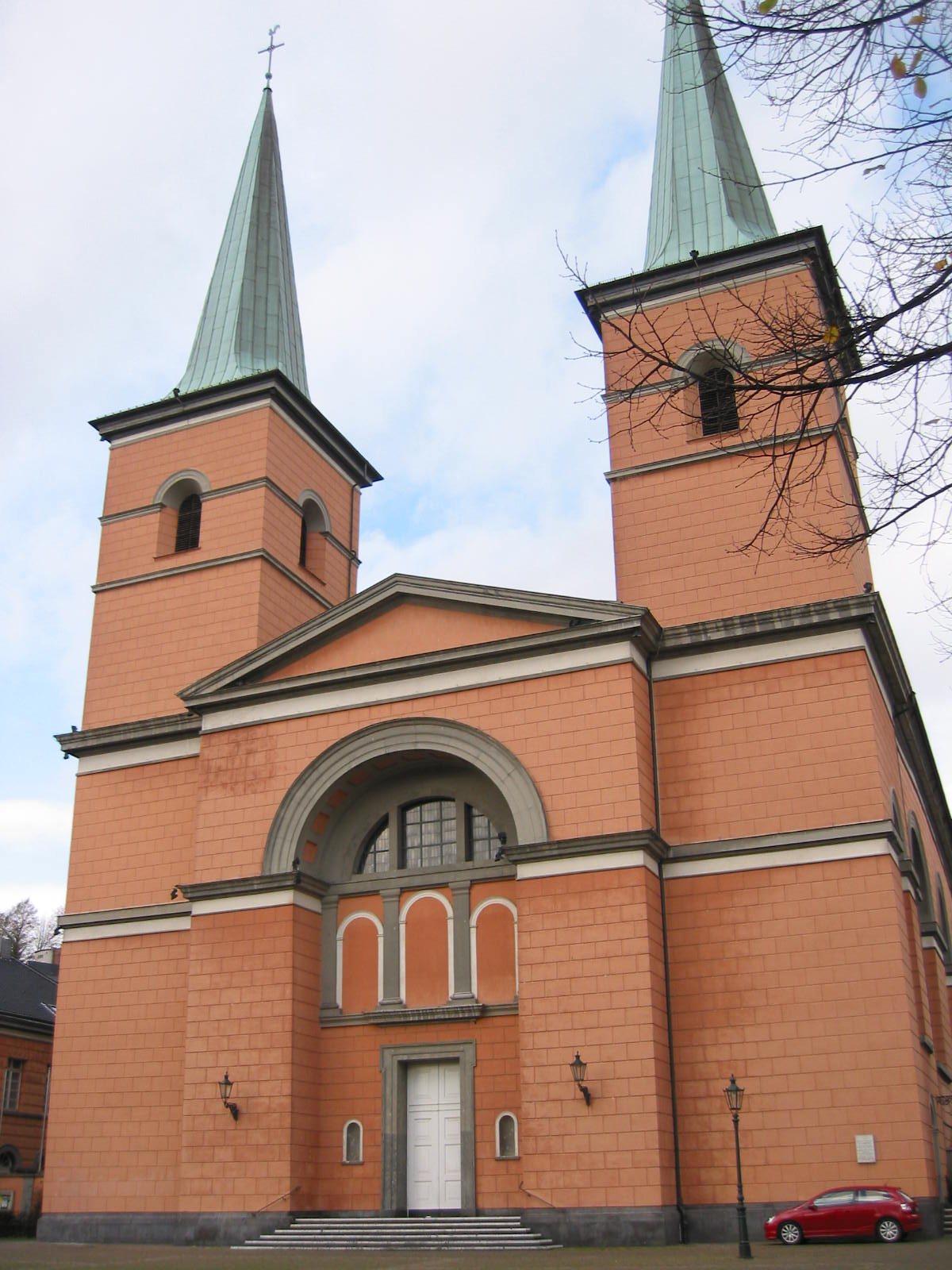
St.-Laurentius-Kirche (1828–1835)

Zahlreiche noch existierende oder zerstörte Gebäude in Wuppertal wurden in der ersten Hälfte des 19. Jahrhunderts im Baustil und in der Zeit des Klassizismus errichtet. 
Wuppertal nimmt hier in Bezug auf diesen Baustil eine Sonderstellung ein: Im Gegensatz zu den Residenzstädten wie Berlin, Darmstadt, Karlsruhe oder München und im Gegensatz zu den großen Handelsstädten wie Frankfurt am Main oder Hamburg, waren die Städte, aus denen später Wuppertal hervorging, zu Beginn des 19. Jahrhunderts Industriestädte. Die Industrialisierung setzte hier schon nach dem Wiener Kongress ein. Die Einwohnerzahl der Städte im Wuppertal wuchs rasant, noch bevor die eigentliche Gründerzeit in der zweiten Hälfte des 19. Jahrhunderts begann. Somit entstand eine wohlhabende Schicht von Industriellen, die, wie anderenorts Könige oder Herzöge, die Künste förderten. Zwangsläufig mussten auch neue öffentliche Gebäude errichtet werden, die dem Wachstum und dem neuen Selbstverständnis der Kommunen gerecht werden sollten. Als bürgerlichen Stil und Zeichen der modernisierten Welt nach den Napoleonischen Kriegen wählte man den Klassizismus.
Bedeutende heute noch existierende gebaute Beispiele sind:
- Altes Elberfelder Rathaus (1828–1831), beherbergt nun das Von der Heydt-Museum
- Unterbarmer Hauptkirche (1828–1832)
- Landgericht Wuppertal (1834)
- St.-Laurentius-Kirche in Elberfeld (1828–1835)
- Hauptbahnhof Wuppertal (1846–1848)
- Villa Frowein (1871)
- Villa Schmits (1872), beherbergt heute die Private Herder Schule

Privathäuser:
- div. Bauten, Friedrich-Engels-Allee (ab 1811)
- div. Bauten, Laurentiusplatz (ab 1828)

Abgerissen oder im Krieg zerstört wurden
- Amtshaus, später Rathaus Barmen (1799, Umbau 1820, abgerissen 1913)
- Villa von der Heydt (Kerstenplatz) (–1943)
- Villa von der Heydt (Am Mäuerchen) (1802–1943)
- Gesellschaftshaus Casino
- Schlachthaus am Brausenwerth
- Allgemeines Armenhaus Elberfeld (1827–1943)
- Rathaus Ronsdorf (1843, zerstört 1943)
- St. Josef (Cronenberg) (1843, abgerissen 1972)
- Hauptbahnhof Barmen (1849, abgerissen 1913)

Diese Bauten zeigen oder zeigten ein breites Spektrum an Varianten des Klassizismus: Antiker, französischer und kubischer Klassizismus waren ebenso vertreten wie Übergangsformen zum Eklektizismus.